# Starship Integrated Flight Test 1
Starship Integrated Flight Test 1 (IFT-1) – pierwszy test w locie rakiety nośnej Starship wyprodukowanej przez amerykańską firmę SpaceX. Test odbył się 20 kwietnia 2023 roku, a Starship uległ zniszczeniu niecałe cztery minuty po wystartowaniu z placówki Starbase znajdującej się w Teksasie. W momencie przeprowadzenia testu Starship stał się najpotężniejszą rakietą nośną, jaką kiedykolwiek uruchomiono, bijąc ówczesny rekord ustanowiony przez radziecką rakietę N1.
Przed startem SpaceX oświadczyło, że zmierzą sukces testu na podstawie tego "ile można się nauczyć” oraz, że różne zaplanowane wydarzenia związane z testem „nie są wymagane do pomyślnego zakończenia testu”. Powszechnie uważano, że test przyczynił się do rozwoju rakiety Starship, a różni urzędnicy publiczni gratulowali SpaceX, w tym administrator NASA Bill Nelson i dyrektor generalny Europejskiej Agencji Kosmicznej Josef Aschbacher.
Planowano, że statek kosmiczny Starship S24 wykona niepełne okrążenie Ziemi, zanim wejdzie w atmosferę, wykonując kontrolowane wodowanie na Oceanie Spokojnym w pobliżu Hawajów. Super Heavy używany w pierwszym stopniu rakiety Starship wykona wodowanie w Zatoce Meksykańskiej około 30 kilometrów od wybrzeża Teksasu, 8 minut po starcie.
Starship wystartował o 13:33 UTC z miejsca startowego SpaceX znajdującego się w Boca Chica w Teksasie. Podmuch gazów startującej rakiety uszkodził platformę startową i otaczającą ją infrastrukturę, co według SpaceX nie było planowane. Trzy silniki rakietowe Raptor nie uruchomiły się przy starcie, a kilka innych uległo awarii podczas lotu. Starship przekroczył punkt Max Q, ale z powodu braku kontroli wektora ciągu nie podjęto próby separacji stopni. Starship zaczął się obracać, po czym uruchomiono autonomiczny system przerywania lotu, który jednak nie zniszczył rakiety natychmiast. Starship rozpadł się 40 sekund później, prawie 4 minuty po rozpoczęciu lotu.
Po teście Federalna Administracja Lotnictwa wstrzymała przyszłe loty Starshipa w oczekiwaniu na wyniki dochodzenia w sprawie nieszczęśliwego wypadku nadzorowanego przez Federalną Administrację Lotnictwa i przeprowadzonego przez SpaceX.  Federalna Administracja Lotnictwa stwierdziła, że możliwość następnych lotów będzie zależeć od ustalenia przez agencję, że przyszłe starty nie będą miały wpływu na bezpieczeństwo publiczne. W sierpniu 2023 roku Federalna Administracja Lotnictwa przedstawiła SpaceX listę 63. „działań naprawczych”, które będzie musiała podjąć, zanim pozwoli się na kolejny lot rakiety Starship.
Drugi test Starship Integrated Flight Test 2 rakiety nośnej Starship odbył się 18 listopada 2023 roku. Podczas drugiego lotu nie powtórzyły się problemy napotkane podczas pierwszego lotu, a separacja stopni została przeprowadzona pomyślnie.

## Tło

### Rozwój
Począwszy od 2019 roku SpaceX zbudowało kilka prototypów statków kosmicznych Starship wykorzystywanych jako drugi stopień w rakiecie nośnej Starship. Prototypy te zostały wystrzelone w sumie dziewięć razy, czego kulminacją było wystrzelenie statku kosmicznego Starship SN15 5 maja 2021 roku, który zakończył pomyślnie sześciominutowy test w locie na wysokości 10 kilometrów.
W 2021 roku SpaceX złożyło wniosek do Federalnej Komisji Łączności, w którym opisano planowany pierwszy test rakiety Starship.
W czerwcu 2022 roku zakończył się przegląd środowiskowy placówki Starbase i platformy startowej. Ostatecznie stwierdzono brak znaczącego wpływu placówki na środowisko naturalne oraz nałożono na SpaceX obowiązek wdrożenia różnych środków łagodzących w stosunku do lokalnej dzikiej przyrody i miejsc historycznych, ale poza tym zezwolono na wydanie pozwolenia na lot.
Federalna Administracja Lotnicza wydała licencję na pierwszy testowy lot Starshipa 14 kwietnia 2023 roku.

### Opinie przed lotem
Przed lotem 27 organizacji, w tym Sierra Club, South Texas Environmental Justice Network, Another Gulf is Could, Voces Unidas i Carrizo/Comecrudo Tribe, podpisało list otwarty wyrażający swoje obawy i sprzeciw wobec lotu rakiety Starship. Jako argumenty podali między innymi gentryfikację i nadmierną kontrolę obszaru, zakłócenia siedlisk dzikich zwierząt i rodzimych ceremonii oraz ryzyko wypadków związanych z emisją metanu.

## Przebieg lotu

### Profil lotu
Plan lotu Starshipa zakładał wystartowanie ze stanowiska startowego znajdującego się w Starbase, a następnie wykonanie lotu aż do osiągnięcia pożądanej transatmosferycznej orbity okołoziemskiej, szacowanej na około 250 × 50 km, co spowodowałoby, że statek kosmiczny Starship wszedłby w atmosferę po około 1 godzinie i 17 minutach lotu, po niemal pełnym okrążeniu. Przewidywany tor lotu byłby suborbitalny.
Chociaż oba stopnie rakiety Starship mają nadawać się do ponownego użycia, SpaceX nie planowało podejmowania próby ich odzyskania po locie.
| Czas      | Zdarzenie                                                                     | 17 kwietnia   | 20 kwietnia |
| --------- | ----------------------------------------------------------------------------- | ------------- | --- |
| −02:00:00 | Dyrektor lotu weryfikuje gotowość do załadunku paliwa                         | Sukces        | Sukces |
| −01:39:00 | Tankowanie paliwa (ciekły tlen i ciekły metan) do Super Heavy w toku          | Sukces        | Sukces |
| −01:22:00 | Tankowanie paliwa (ciekły metan) do statku kosmicznego Starship w toku        | Sukces        | Sukces |
| −01:17:00 | Tankowanie utleniacza (ciekłego tlenu) do statku kosmicznego Starship w toku  | Sukces        | Sukces |
| −00:16:40 | Chłodzenie silników pierwszego stopnia                                        | Sukces        | Sukces |
| −00:00:40 | Interfejsy przepływu rozpoczynają odpowietrzanie                              | Nie zaliczono | Wznowiono po wstrzymaniu                                                                                                 |
| −00:00:08 | Rozpoczyna się sekwencja zapłonu Super Heavy                                  | —             | Sukces |
| −00:00:06 | Zapłon 33 silników pierwszego stopnia                                         | —             | Zapłon trzech silników został przerwany przez oprogramowanie                                                             |
| 00:00:00  | Odlot                                                                         | —             | Udany start, ale spowodował znaczne uszkodzenia stanowiska startowego i otoczenia.                                       |
| 00:00:55  | Max Q (punkt maksymalnego ciśnienia aerodynamicznego)                         | —             | Znacznie późniejsze max q niż planowano                                                                                  |
| 00:02:49  | Wyłączenie 30 z 33 silników boostera                                          | —             | Pożar w tylnej części Super Heavy doprowadził do utraty komunikacji między komputerem pokładowym, a większością silników |
| 00:02:52  | Separacja stopni                                                              | —             | Nie podjęto próby |
| 00:02:57  | Zapłon silników w Shipie 24                                                   | —             | — |
| 00:03:11  | Uruchamianie 13 silników w celu obrotu boostera i wykonaniu manewru boostback | —             | — |
| 00:04:06  | Wyłączenie 13 silników boostera, koniec manewru boostback                     | —             | — |
| 00:07:32  | Booster osiąga prędkość poniżej prędkości dźwięku                             | —             | — |
| 00:07:40  | Zapłon 13 silników boostera w celu wytracenia prędkości                       | —             | — |
| 00:08:03  | Wyłączenie silników boostera i wodowanie                                      | —             | — |
| 00:09:20  | Wyłączenie silników Shipa                                                     | —             | — |
| 01:17:21  | Powrotne wejście w atmosferę Shipa                                            | —             | — |
| 01:28:43  | Ship osiąga prędkość transsoniczną                                            | —             | — |
| 01:30:00  | Uderzenie Shipa w wodę Oceanu Spokojnego                                      | —             | — |

### Próba z 17 kwietnia 2023 roku
Statek kosmiczny Starship oraz Super Heavy został załadowany paliwem w placówce Starbase i miał wystartować o godzinie 13:20 UTC. Jednak start został przerwany osiem minut przed startem z powodu zamrożenia się zaworu ciśnieniowego w stopniu Super Heavy. Przed przerwaniem kontrola startów SpaceX pracowała nad rozwiązaniem problemu, mając na celu kontynuację startu tego samego dnia. Jednak zawór wykazywał niską reakcję, dlatego też SpaceX stwierdziło, że przygotuje się do drugiej próby co zajmie co najmniej 48 godzin.

### Próba z 20 kwietnia 2023 roku
62-minutowe okno startowe otworzyło się o godzinie 13:28 UTC 20 kwietnia 2023 roku. O godzinie 13:33 UTC, Starship pomyślnie wzbił się w powietrze, ale spowodował uszkodzenie platformy startowej. Podczas wznoszenia Starship przesunął się w bok, ponieważ trzy silniki nie uruchomiły się po starcie.
Podczas lotu wiele silników uległo awarii. Transmisja internetowa SpaceX pokazuje rozbieżność między liczbą silników, które nie działają na wideo, a liczbą wyłączonych silników na nałożonej grafice.
Po osiemdziesięciu pięciu sekundach od startu Starshipa, SpaceX utraciło kontrolę nad sterowaniem wektorem ciągu w silnikach, a tym samym utracono możliwość sterowania rakietą. Starship wzniósł się na wysokość około 39 kilometrów przed wejściem w korkociąg po czym został aktywowany autonomiczny system przerywania lotu. Celem owego systemu było natychmiastowe zniszczenie Starshipa, ale rakieta nie uległa eksplozji, a silniki nadal pracowały aż 40 sekund po uruchomieniu systemu przerywania lotu. Po locie Federalna Administracja Lotnicza nie zgłosiła żadnych obrażeń ani szkód materialnych.

## Następstwa

### Stanowisko startowe
Platforma startowa została zbudowana bez deflektorów płomienia, systemów zalania wodą i systemów tłumienia dźwięku oraz innych systemów powszechnie stosowanych w celu zapobiegania uszkodzeniom podczas startu. Dyrektor generalny SpaceX Elon Musk, napisał na Twitterze w 2020 roku: „Chcę nie mieć w Boca odwracacza płomienia, ale może się to okazać błędem”.
Tuż po starcie ukazały się zdjęcia, które pokazały uszkodzenia betonu znajdującego się pod platformą startową. Film SpaceX ze startu pokazał, że pewne szczątki betonu wpadają także do oceanu. Elon Musk powiedział, że duże kawałki betonu uderzyły w wieżę startową, ale nie spowodowały znaczących uszkodzeń.

### Wpływ na środowisko

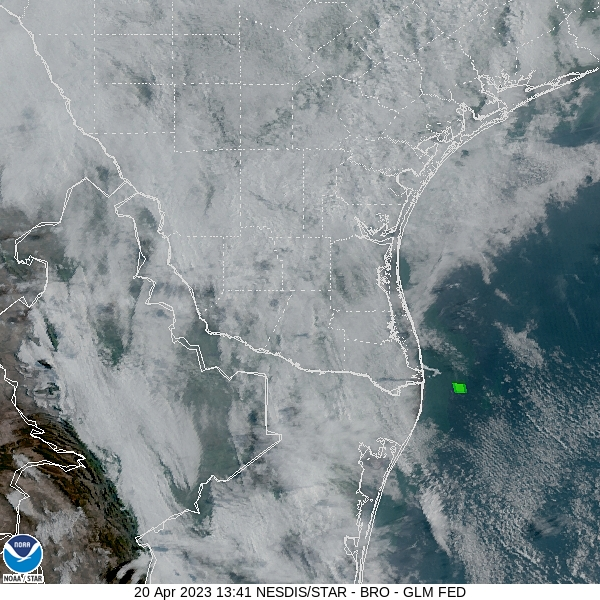
Zdjęcie satelitarne południowego Teksasu wykonane podczas lotu Starshipa

Wkrótce po wystrzeleniu mieszkańcy Port Isabel w Teksasie zgłosili tajemnicze cząstki spadające z nieba. Rzecznik Port Isabel nazwał spadające cząstki „grubym ziarnem piasku, które po prostu opada na wszystko”, dodał, że gruz nie stwarza bezpośredniego zagrożenia dla zdrowia mieszkańców. Kilku mieszkańców Port Isabel zgłosiło drżenie i rozbicie okien.
Teksański oddział US Fish and Wildlife Service poinformował, że lot Starshipa rozrzucił gruz na obszarze 1,22km2 na terenie placówki Starbase i parku stanowym w Boca Chica.
Późniejsze analizy chemiczne przeprowadzone na Uniwersytecie Centralnej Florydy oraz na Uniwersytecie Rice wykazały, że materiał przypominający pył to nieszkodliwy piasek plażowy. Chociaż duże ilości pyłu o wielkości od 1 do 10 mikronów mogą być szkodliwe dla oddychania, naukowcy nie znaleźli ich w wystarczającej ilości i doszli do wniosku, że piasek nie stanowi zagrożenia dla zdrowia.
1 maja 2023 roku, dziesięć dni po pierwszym locie Starshipa, cztery grupy ekologiczne: Center for Biological Diversity, Sufrider Foundation, American Bird Conservancy, Save Rio Grande Valley oraz Carrizo Comeceudo Nation of Texas wspólnie pozwały Federalną Administrację Lotnictwa za udzielenie SpaceX licencji na start. SpaceX zwróciło się z wnioskiem o zezwolenie na przyłączenie się do Federalnej Administracji Lotnictwa w charakterze pozwanego, na co udzielono zgody w czerwcu.

### Śledztwo FAA
Po pierwszym locie Starshipa Federalna Administracja Lotnictwa zażądała od SpaceX przeprowadzenia dochodzenia w sprawie źle przeprowadzonego lotu, w wyniku czego Federalna Administracja Lotnictwa uziemiła Starshipa do czasu uzyskania wyniku dochodzenia. Federalna Administracja Lotnictwa ogłosiła również, że będzie monitorować sprzątanie gruzu z terenu placówki Starbase.
W następstwie raportu końcowego Federalna Administracja Lotnictwa zamknęła dochodzenie 8 września 2023 roku. W tym samym oświadczeniu urzędnicy Federalnej Administracji Lotnictwa podkreślili, że „zamknięcie śledztwa nie oznacza natychmiastowego wznowienia startów rakiet Starship z Boca Chica”, oraz że SpaceX musiała najpierw „wdrożyć wszystkie działania naprawcze, które mają wpływ na bezpieczeństwo publiczne". Federalna Administracja Lotnictwa ogłosiła również, że pełny raport z dochodzenia nie zostanie opublikowany ze względu na poufną treść, w tym informacje dotyczące kontroli eksportu.